# Alcañices
Alcañices település Spanyolországban,  Zamora tartományban. Alcañices Rábano de Aliste, San Vitero, Rabanales, Fonfría, Miranda do Douro és Vimioso községekkel határos. Lakosainak száma 1061 fő (2024).

## Népesség
A település lakosságának változását az alábbi diagram mutatja:
| Lakosok száma | 1176 | 1114 | 1052 | 1122 | 1207 | 1101 | 1076 | 1076 | 1024 | 1061 |
|               | 2001 | 2004 | 2007 | 2009 | 2012 | 2014 | 2017 | 2019 | 2022 | 2024 |